# 長崎県立大村城南高等学校
長崎県立大村城南高等学校（ながさきけんりつ おおむらじょうなんこうとうがっこう, 英: Nagasaki Prefectural Omura Jonan High School）は、長崎県大村市久原一丁目にある県立高等学校。

## 概要
歴史
1941年（昭和16年）に開校した「大村市竹松実業学校」を前身とする。戦後の学制改革により、「長崎県大村農業高等学校」となる。その後「長崎県立大村高等学校農業部」、「長崎県立大村農業高等学校」、「長崎県立大村園芸高等学校」と改編・改称を重ねる。長く農業系の学科を設置する高等学校であったが、1998年（平成10年）に長崎県立高校改革の一環で、総合学科に再編され、現校名となった。
なお、総合学科校となった現在でも、前身の大村園芸高等学校の流れを継承し、「農をベースとする総合学科」を基本としており、1年生全員に必修科目として「農業科学基礎」があり、農業体験を通して生命についての理解を深め、勤労の尊さや職業の意義などを頭と体で覚えることを目的としている。また、長崎県立の農業高校4校（諫早農業、島原農業、西彼農業、北松農業）とともに、日本学校農業クラブに属している。
設置課程・学科
全日制課程 総合学科
- 人文自然系列、情報ビジネス系列、食料科学系列、環境デザイン系列、福祉・生活系列の5系列がある。

校訓
「誠実、明朗、自律」
校章
中央に「城南」（Jonan）の頭文字である「J」の文字を置いている。
校歌
大村園芸高等学校時代の校歌（1953年（昭和28年）2月25日に制定）を継承しており、作詞は福田清人、作曲は沖不可止によるもの。
全4番の歌詞であるが、現在は3番までしか歌われていない。なお、校歌をCDシングルに収録したものが記念品として作られている。
制服
- ブレザー、ネクタイ

その他

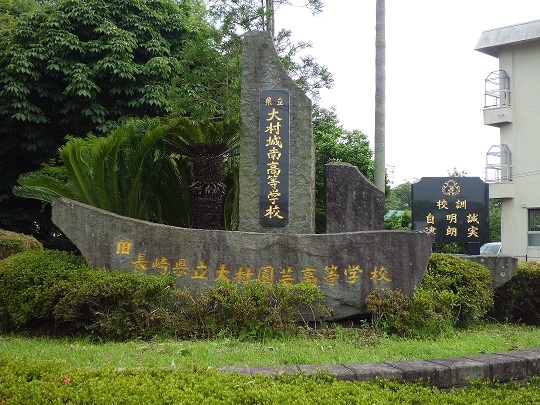

- 第1回卒業生と第2回卒業生は大村園芸高等学校時代からの生徒であり、第2回卒業生は大村園芸高等学校時代に最後に入学した生徒であり、実質的に最後の卒業生でもある（大村園芸高等学校時代の最後の卒業生は、第50回卒業式を迎えた生徒である）。
- 校外に学科実習地を抱えていたが1998年（平成10年）からの学科変更に伴い、2000年（平成12年）以降数カ所の実習地を廃止している。
- 1998年の校名変更・学科変更によって授業開始・終了のチャイムが一般的に使われる物に変更。それ以前は校内の実習地への移動、作業服への着替えの時間等を考慮し授業開始まで間に合うよう、余裕を持たせた長めのメロディが使われていた。
- 本棟校舎の西側（美術室、職員室、視聴覚室、図書室の入っている増築棟）のデザインは、増築棟の裏にかつてあった講堂の正面から見た姿をモチーフにしている。
- 学校正門へ続く坂道は本校専用のものではないが、昔から「園高[3]坂」と呼ばれている。また、坂道の入り口には大村園芸高等学校の名前が入った石碑と共に、現在の大村城南高等学校の表示板がある。

## 沿革
- 1941年（昭和16年）3月23日 - 実業学校令により、大村市竹松郷に「大村市竹松実業学校」が開校。
- 1943年（昭和18年）6月9日 - 「長崎県大村市立農業学校」に改称。
- 1945年（昭和20年）2月3日 - 戦災により、大村市竹松郷立花へ校舎を移転。
- 1948年（昭和23年）
  - 4月1日 - 学制改革により、「長崎県大村農業高等学校」に改称。農業科（定員40名）、農村家庭科（40名）の2学科を設置。
  - 11月30日 - 統合に伴い、「長崎県立大村高等学校農業部」となる
- 1949年（昭和24年）
  - 3月31日 - 定時制課程を設置。昼間農業科（20名）、農村家庭科（20名）
  - 4月30日 - 村松村立村松中学校に村松分校、亀岳村立亀岳中学校に亀岳分校を設置（両分校とも昼間定時制の農業科と農村家庭科）
- 1951年（昭和26年）3月31日 - 長崎県立大村高等学校から農業部が分離・独立し、再び「長崎県立大村農業高等学校」となる。
- 1952年（昭和27年）4月1日 - 定時制課程の修業年限を2年とする。
- 1953年（昭和28年）3月12日 - 校歌を制定。
- 1954年（昭和29年）3月11日 - 校旗を制定。
- 1955年（昭和30年）4月1日
  - 大村市久原郷の旧・長崎大学教養学部跡（現在地）に移転し、「長崎県立大村園芸高等学校」と改称。
  - 1分校（琴海分校）2校舎（村松教室・亀岳教室）制とする。
    - 長崎県立大村農業高等学校 村松分校 → 長崎県立大村園芸高等学校 琴海分校 村松教室
    - 長崎県立大村農業高等学校 亀岳分校 → 長崎県立大村園芸高等学校 琴海分校 亀岳教室
- 1956年（昭和31年）4月1日 - 亀岳教室が分離し、長崎県立西彼農業高等学校として独立。村松分校を移管。
- 1990年（平成2年）4月1日 - 園芸科1学級を園芸デザイン科に改編。
- 1991年（平成3年）
  - 3月31日 - セミナーハウス「玖島寮」を廃止し、大村市に譲与。 野菜圃場石垣等整備工事を完了。
  - 7月13日 -  語らいの広場「あずまや」が完成。
  - 10月9日 - 創立50周年記念庭園が完成。（同窓会から寄贈される）
  - 10月26日 - 創立50周年記念式典を挙行。
- 1992年（平成4年）
  - 3月27日 - 園芸デザイン実習棟が完成。
  - 12月25日 - 井水給水配管工事が完了。
- 1993年（平成5年）
  - 2月27日 - 校旗交代式を挙行。
  - 4月1日 - 生活科を生活科学科に改編。
  - 7月29日 - 講堂を解体。
- 1994年（平成6年）1月6日 - 生徒作業準備室を移築。
- 1995年（平成7年）
  - 3月28日 - 渡り廊下を建て替え。
  - 8月31日 - 家庭科調理室を増改築。
- 1996年（平成8年）
  - 3月25日 - 畜舎を新築。
  - 3月29日 - ネットワークシステムを導入
- 1998年（平成10年）4月1日 - 「長崎県立大村城南高等学校」（現校名）に改称。総合学科・園芸科学科・環境デザイン科を設置。
- 2000年（平成12年）3月31日 - 農業科・園芸科・デザイン科・造園科・生活科学科の5学科を廃止。
- 2003年（平成15年）4月8日 - 園芸科学科と環境デザイン科を総合学科に改編。
- 2004年（平成16年）4月 - 男子生徒12人による城南ハスラーが結成される
- 2011年（平成23年）4月 - 系列を改編し、7系列から5系列とする[4]。

## 学校行事
2学期制
前期
- 4月 - 前期始業式、入学式、対面式、歓迎遠足
- 5月 - PTA総会
- 6月 - 高総体、高1田植え実習、前期中間考査
- 7月 - 球技大会
- 8月 - 平和学習（9日 長崎原爆の日）、オープンスクール
- 9月 - 体育祭、前期期末考査
- 10月 - 前期終業式

後期
- 10月 - 後期始業式
- 11月 - 城南祭（文化祭）、前期期末考査
- 12月 - 収穫祭、高1インターンシップ、高2修学旅行
- 1月 - 大学入試センター試験、
- 2月 - 総合学科発表会、同窓会入会式、後期期末考査
- 3月 - 卒業式、球技大会、後期終業式

## 部活動
体育部
- 陸上部
- ボート部 - 海に最も近い点もあって漕艇部が存在しており、インターハイ出場する程、市内でも県内でも強豪の時代があった[要出典]。
- 弓道部 - 2000年に入り、県を代表する強豪校となる[要出典]。
- 剣道部
- ラグビー部（男）-のちに長崎北陽台ラグビー部の基礎を作り上げた浦敏明監督の下、第55回全国高等学校ラグビーフットボール大会に出場している。
- バレーボール部（女）
- 卓球部（女）
- ソフトテニス部（女）
- バスケットボール部（女）
- バドミントン部（女）
- ソフトボール部（女）

文化部
- 新聞・写真部
- 美術部
- 放送部
- 茶道部
- 書道部
- 吹奏楽部

専門部
- 人文国際研究部
- 自然科学研究部
- 情報処理部
- 福祉部
- 生活サイエンス部
- 食品製造部
- 栽培環境部
- 環境デザイン部

活動成績
1980年代後半は男子体操部が県大会の上位を独占していた。

## 交通アクセス
最寄りの鉄道駅
- JR九州 大村線 「大村駅」・「岩松駅」

最寄りのバス停
- 長崎県営バス 「公園入口」バス停

最寄りの道路
- 国道34号

## 周辺
- 大村市役所
- 長崎県教育センター
- 長崎県立大村高等学校
- 大村市立玖島中学校
- 大村市立大村小学校
- 大村公園・玖島城跡
- 国立病院機構長崎医療センター・附属看護学校
- 活水女子大学看護学部
- 長崎県立大村特別支援学校

## 参考資料
- 「長崎県立大村園芸高等学校創立五十周年記念誌」（1991年（平成3年）9月 ）
- 「70年の足跡 長崎県立大村城南高等学校創立70周年記念誌」（2011年（平成23年）11月 ）